# Neogovea
Genre
Synonymes
- Sirula Goodnight & Goodnight, 1942

Neogovea est un genre d'opilions cyphophthalmes de la famille des Neogoveidae.

## Distribution
Les espèces de ce genre se rencontrent au Brésil, en Guyane, au Suriname et au Guyana.

## Liste des espèces
Selon World Catalogue of Opiliones (19/04/2021) :
- Neogovea branstetteri Benavides, Hormiga & Giribet, 2019
- Neogovea enigmatica Martens, 2019
- Neogovea hormigai Benavides & Giribet, 2013
- Neogovea immsi Hinton, 1938
- Neogovea kamakusa Shear, 1977
- Neogovea kartabo (Davis, 1937)
- Neogovea matawai Benavides, Hormiga & Giribet, 2019
- Neogovea virginie Jocqué & Jocqué, 2011

## Publication originale
- Hinton, 1938 : « A key to the genera of the Suborder Cyphophthalmi with a description and figures of Neogovea immsi, get. et sp.n. (Arachnida, Opiliones). » Annals and Magazine of Natural History, sér. 11, vol. 2, p. 331-338.